# Kenny Anthony
Kenneth "Kenny" Davis Anthony és l'actual primer ministre de Saint Lucia. Va ser el cinquè polític de Saint Lucia a aconseguir la primera magistratura del país des de la seva independència del Regne Unit. Va néixer el 8 de gener de 1951 i va estudiar en el Col·legi de Professors de Saint Lucia. Es va rebre amb honors en la Universitat de les Índies Occidentals i va completar els seus estudis de doctorat en la Universitat de Birmingham, Anglaterra, el 1988.